# Жервінчик
Жерві́нчик (Eremopterix) — рід горобцеподібних птахів родини жайворонкових (Alaudidae). Представники цього роду мешкають в Африці, Західній і Південній Азії та на Мадагаскарі.

## Опис
Жервінчики — дрібні жайворонки, схожі на горобців або в'юрків. Їх довжина становить 10-14 см, а вага — 12-21 г. Вони мають короткі товсті дзьоби, пристосовані до живлення насінням і зерном. На відміну від багатьох інших видів жайворонків, у жервінчиків ніздрі покриті дрібними щетинкоподібними пір'їнами. Майже всім представникам роду (за винятком мадагаскарського фірлюка) притаманний статевий диморфізм.
Десяті першорядні махові пера невеликі, але помітні. Восьмі і дев'яті махові пера мають приблизно однаково довжину і утворюють кінчик крила. Задній кіготь відносно короткий, вигнутий.

## Види
Виділяють вісім видів:
- Жервінчик чорний (Eremopterix australis)
- Фірлюк мадагаскарський (Eremopterix hova)
- Жервінчик білолобий (Eremopterix nigriceps)
- Жервінчик білощокий (Eremopterix leucotis)
- Жервінчик сірий (Eremopterix griseus)
- Жервінчик плямистий (Eremopterix signatus)
- Жервінчик білошиїй (Eremopterix verticalis)
- Жервінчик рудоголовий (Eremopterix leucopareia)

## Етимологія
Наукова назва роду Eremopterix походить від сполучення слів дав.-гр. ερημος — пустеля і πτερυξ — крилатий.